# Адский бункер: Чёрное солнце
«Адский бункер: Чёрное солнце» (англ. Outpost: Black Sun) — британский фильм ужасов 2012 года. Является продолжением фильма «Адский бункер».

## Сюжет
Научные разработки, которые велись немцами во время Второй мировой войны, по созданию бессмертных солдат не прошли даром. Уже в наши дни бойцы НАТО сталкиваются с батальоном зомби-солдат нацистской Германии из числа штурмовиков. Противостоять восставшим мертвецам практически невозможно, но ещё более сложная задача стоит перед героями фильма — найти и уничтожить источник воскрешающей армии, грозящей миру Четвёртым Рейхом…

## В ролях
| Актёр                 | Роль                        |
| --------------------- | --------------------------- |
| Кэтрин Стэдмен        | Лена                        |
| Ричард Койл           | Уоллес                      |
| Даниэль Кальтаджироне | командир группы SAS МакЭвой |
| Клайв Расселл         | Мариус                      |
| Майкл Бирн            | бывший генерал СС Нейрат    |
| Ник Неверн            | боец группы SAS Карлайл     |
| Джулиан Уэдэм         | учёный-физик Фрэнсис Хант   |
| Вивьен Тейлор         | медсестра                   |
| Дэвид Гант            | Клауснер                    |
| Пол Бирчард           | Кейн                        |
| Джонни Мерес          | бригадефюрер Гётц           |